# Perthacantha
Perthacantha is een geslacht van hooiwagens uit de familie Triaenonychidae.
De wetenschappelijke naam Perthacantha is voor het eerst geldig gepubliceerd door Roewer in 1931. 

## Soorten
Perthacantha is monotypisch en omvat slechts de volgende soort:
- Perthacantha jugata